# Внешняя политика Венгрии
Венгрия является членом ООН (с декабря 1955 года), НАТО (с 1999) и Европейского союза (с 2004). В 1975 году Венгрия была одним из подписантов Хельсинкского заключительного акта, с 1973 года — участник СБСЕ/ОБСЕ.
После распада Австро-Венгрии в 1918 году значительная венгерская диаспора оказалась на территории соседних с Венгрией стран. Проблема венгерского меньшинства до сих пор вызывает обострения во взаимоотношениях Венгрии со Словакией, Румынией и Сербией.

## Внешняя политика Венгрии в межвоенный период (1918—1939 гг.)
31 октября 1918 г. новообразованное в Будапеште правительство графа Михая Каройи провозгласило независимость Венгрии и разрыв её унии с Австрийской империей. В числе первых мероприятий кабинета Каройи было создание венгерского МИД и начало мирных переговоров со странами Антанты. 14 ноября 1918 г. посланная М. Каройи делегация подписала в Белграде с Антантой военную конвенцию о перемирии. Вместе с тем, Белградская конвенция и дипломатия Каройи оказалась не способны защитить Венгрию от территориальных претензий Королевства СХС, Румынии и Чехословакии. В результате войны с Румынией и Чехословакией в марте-августе 1919 г. Будапешт был оккупирован румынской армией, а республиканское правительство пало. 4 июня 1920 г. Венгрия, в которой была восстановлена монархическая форма правления, подписала Трианонский мирный договор с Антантой и её союзниками. Трианонский мир вступил в силу 26 июля 1921 г. и предусматривал сокращение территории Венгрии в три раза, наложение обязательств по выплате репараций и ограничений в вооружениях. Вместе с тем, Трианонский мир принес международное признание Венгерского королевства.
Традиционно, первую половину 1920-х гг. принято считать годами международной изоляции Венгрии. В 1921 г. королевство дважды оказывалась
центром международного кризиса, вызванного попытками венгерских легитимистов восстановить правление короля Карла IV Габсбурга. Оба «путча» вызвали ответные угрозы стран Малой Антанты (Чехословакии, Югославии и Румынии) военным путём предотвратить реставрацию династии Габсбургов. В сентябре 1922 г. Венгрия вступила в Лигу Наций (и оставалась её членом до января 1939 г), однако, она так и не сумела воспользоваться помощью Лиги для защиты своих мадьярских меньшинств в соседних государствах и приемлемого разделения имущества на территориях, переданных по Трианонскому миру соседним государствам. При этом, в 1924 г. Будапешт смог добиться временного ограничения выплат репараций и получила международный кредит под патронажем Лиги Наций.
1927 г. считается рубежом в истории межвоенной внешней политики Венгрии — Будапешт вышел из международной изоляции и перешел к «активной
дипломатии». С завершением финансового контроля Лиги Наций и военного контроля Антанты над Венгрией в 1926—1927 гг., премьер-министр Венгрии Иштван Бетлен (возглавлял кабинет в 1921—1931 гг.) активизировал дипломатию королевства и заключил в 1927—1928 гг. ряд договоров о дружбе с другими европейскими государствами: Италией, Болгарией, Турцией и Польшей. В последующие полтора десятилетия, Рим стал главным внешнеполитическим партнером Будапешта. Внешнеполитическая доктрина Бетлена сводилась к сохранению корректных отношений с соседними государствами. Начиная с 1927 г. Бетлен начал открыто призывать к ревизии отдельных положений Трианонского мира — наиболее неприемлемым для соседних стран было требование восстановления равноправия Венгрии в вооружениях и территориальная ревизия. В 1934 г. Венгрия, Австрия и Италия подписали в Риме протоколы о политическом и экономическом сотрудничестве. Премьер-министр Венгрии в 1932—1936 гг. Дюла Гёмбёш являлся сторонником создания оси Рим-Берлин, к которой должны были бы присоединиться Будапешт и Вена и планомерно пытался улучшить отношения с Германией.
Осенью 1938 г. Будапешт, кооперируя с Германией и Италией, смог добиться от Праги возвращения территорий Южной Словакии и Южной
Подкарпатской Руси, где преобладало мадьярское население. В 1939 г. Венгрия покинула Лигу Наций и присоединилась к Антикоминтерновскому пакту. В марте 1939 г., пользуясь распадом Чехословакии, Венгрия аннексировала Подкарпатскую Русь.